# Varad-Sin
Varad-Sin (klinopisno Ir-en.zu) je bil elamski vladar mezopotamske mestne države Larse, Sumerije in Akada, ki je vladal od 1834 do 1823 pr. n. št. (dolga kronologija). 
Vse kaže, da je bil njegov oče Kudur-Mabuk hkrati tudi njegov sovladar ali vsaj siva eminenca njegovega dvora. Sestra En-ane-du je bila svečenica boga meseca v Uru. Nasledil ga je brat Rim-Sin I..
Letopisi njegovega dvanajstletnega vladanja so se v celoti ohranili. V drugem letu vladanja je porušil obzidje Kazaluja in porazil vojsko Mutibala, ki je okupirala Larso. 